# Matt Darey
Matthew Jonathan « Matt » Darey, né le 29 novembre 1968 à Leicester, est un producteur de trance et disc jockey britannique. Il est lié au label Armada Music. Xstasia et Mash Up sont des pseudonymes de Matt Darey.
Parmi ses remixes les plus connus se trouvent celui de la chanson El Niño d'Agnelli & Nelson. 
Avec Red Jerry, il est également membre du groupe Lost Tribe qui a notamment signé le titre Gamemaster (1997).

## Discographie
- Decade (2004)
- Blossom & Decay (2012)